# Cop Cars
I Hate Cop Cars o Cop Cars es el tercer tema del disco debut de Exploited Punk's Not Dead escrito por toda la banda (Wattie Buchan, Gary McCormack, John Duncan y Dru Stix) y producido por Dave Leaper. Tiene una duración de 1:47 segundos y fue lanazado con discográfica Secret Records y el tema trata de los autos policiales y repite en reiteradas veces I Hate Cop Cars como insultando, burlándose o incluso criticando a la policía, algo ya conocido en el punk.